# Robinsons Zwergbeutelratte
Robinsons Zwergbeutelratte (Marmosa robinsoni) ist eine Beuteltierart, die in Panama, im nördlichen und westlichen Kolumbien, in Venezuela nördlich des Orinoko sowie auf den Inseln Isla del Rey und Taboga im Golf von Panama und auf Isla Margarita, Trinidad, Tobago und Grenada in der Karibik vorkommt.

## Beschreibung
Die Tiere erreichen eine Kopfrumpflänge von 11,1 bis 21,8 (Männchen) bzw. 8,3 bis 15,5 cm (Weibchen), haben einen 14,5 bis 21,5 bzw. 10,1 bis 19,5 cm langen Schwanz und erreichen ein Gewicht von 39 bis 110 (Männchen) bzw. 16 bis 72 g (Weibchen). Die Männchen sind also größer als die Weibchen und haben normalerweise auch einen größeren Schädel. In Venezuela fand man heraus, dass Tiere aus agrarisch geprägten Gebieten und aus vom Menschen beeinträchtigten Wäldern größer sind als die aus ungestörten Wäldern. Das Rückenfell der Tiere sowie die Kopfoberseite sind dunkel gelbbraun oder graubraun gefärbt, die Körperseiten sind heller. Die Kopfseiten sind heller als die Kopfoberseite. Rund um die Augen finden sich schwärzlich-braune oder dunkelbraune Augenringe, die manchmal bis zu den Basen der Ohren reichen. Die Augen sind schwarz. Ein mittiger dunkler Strich auf der Schnauze ist nicht vorhanden. Der Bauch ist gelblich oder cremefarben und zeigt manchmal einen dunklen Mittelstreifen. Die Vorderpfoten sind orangefarben bis braun, die Hinterfüße weißlich, cremefarben oder orangefarben. Die körpernahen 10 oder 20 % des Schwanzes sind behaart. Der unbehaarte Abschnitt des Schwanzes ist gelblich bis dunkelbraun und auf der Unterseite etwas heller als auf der Oberseite und an den Seiten. Weibchen haben keinen Beutel. Die Anzahl der Zitzen liegt bei 13, sechs befinden sich an den Seiten und eine ist in der Mitte. Der Karyotyp besteht aus einem Chromosomensatz von 2n=14 Chromosomen (FN=24).

## Lebensraum und Lebensweise
Robinsons Zwergbeutelratte lebt von Meeresspiegelniveau bis in Höhen von 2600 Metern in Tieflandregenwäldern, in feuchten Bergwäldern, in Trockenwäldern, in Mangrovenwäldern und in Savannen. Sie ist nachtaktiv und scheint Sekundärwälder und andere vom Menschen beeinträchtigte Biotope zu bevorzugen. Ihre Ernährung ist bis heute noch nicht genau untersucht worden. Man kann aber davon ausgehen, dass sie wie andere Zwergbeutelratten vor allem Insekten und in zweiter Linie Früchte frisst. Robinsons Zwergbeutelratte lebt auf dem Erdboden und kletternd in der Strauchschicht. Bei Gefahr flieht sie bevorzugt in Sträucher oder klettert auf niedrige Bäume. In Venezuela hat man eine Populationsdichte von 25 bis 425 Exemplare je km² festgestellt. In der Trockenzeit liegt die durchschnittliche Größe des von einem Individuum genutzten Territoriums bei 0,36 ha. In der Regenzeit schrumpft es durch Überschwemmungen auf 0,17 ha. Bei in menschlicher Obhut gehaltenen Tieren wurde die Bildung von sozialen Hierarchien beobachtet.

## Fortpflanzung
Zur Fortpflanzung baut das Weibchen ein Nest in Baumhöhlen oder in aufgegebenen Vogelnestern. Nicht fortpflanzungsbereite Weibchen reagieren mit ablehnenden Lautäußerungen und Bissen auf die Annäherung von Männchen. Paarungsbereite Weibchen verhalten sich passiv oder werden durch das Beschnüffeln von Männchen selber aktiv. Zwei bis 19 Jungtiere werden nach einer Tragzeit von zwei Wochen meist in der Regenzeit geboren. Sie sind dann etwa 8 bis 12 mm lang. Die Jungtiere sind zunächst fest mit einer Zitze verbunden und werden vom Muttertier bei all seinen Aktivitäten mit herum getragen. Nach 30 Tagen lösen sie sich erstmals von den Zitzen und verbleiben im Nest. Das Fell beginnt mit einem Alter von ca. 29 Tagen zu wachsen und ist mit einem Alter von etwa 47 Tagen voll ausgebildet. Die Jungtiere öffnen ihre Augen im Alter von 39 oder 40 Tagen und beginnen dann auch das Nest zusammen mit der Mutter oder allein zu verlassen. Im Alter von 50 bis 58 Tagen beginnen sie feste Nahrung zu sich zu nehmen und im Alter von etwa 65 Tagen werden sie entwöhnt. Die Länge der Regenzeit erlaubt in den meisten Fällen zwei Geburten hintereinander. Männchen erreichen die Geschlechtsreife im Alter von einem Jahr, Weibchen erleben ihren ersten, zwei bis drei Tage dauernden Östrus mit einem Alter von 265 bis 275 Tagen.

## Status
Robinsons Zwergbeutelratte gilt als ungefährdet. Sie hat ein großes Verbreitungsgebiet, ist häufig und kommt in mehreren Schutzgebieten vor.

## Belege
1. 1 2 3 4 5  Diego Astúa: Family Didelphidae (Opossums). in Don E. Wilson, Russell A. Mittermeier: Handbook of the Mammals of the World – Volume 5. Monotremes and Marsupials. Lynx Editions, 2015, ISBN 978-84-96553-99-6. Seite 139.
2. ↑  Marmosa robinsoni in der Roten Liste gefährdeter Arten der IUCN 2016. Eingestellt von: Pérez-Hernandez, R., 2015. Abgerufen am 4. Februar 2019.